# Giv'at ha-Temarim
Giv'at ha-Temarim (hebrejsky: גבעת התמרים, též Jafo Dalet, 'יפו ד, Jaffa D) je čtvrť v jihozápadní části Tel Avivu v Izraeli. Je součástí správního obvodu Rova 7 (Jaffa).

## Geografie
Leží na jihozápadním okraji Tel Avivu, cca 1 kilometr od pobřeží Středozemního moře a cca 2 kilometry jižně od historického jádra Jaffy, v nadmořské výšce okolo 10 metrů. Severně od ní leží čtvrť Dakar a Šikunej Chisachon, na západě je to čtvrť Neve Golan (Jafo Gimel). Východně od čtvrtě prochází dálnice číslo 20, u níž stojí roku 2011 zprovozněná železniční stanice Cholon Wolfson na železniční trati Tel Aviv – Bnej Darom. Na jihu končí katastr Tel Avivu a zástavba plynule přechází na území města Bat Jam.

## Popis čtvrti
Čtvrť volně vymezují ulice Sderot Jerušalajim a Ed Koch. Zástavba má charakter husté městské výstavby.